# Letov Š-19

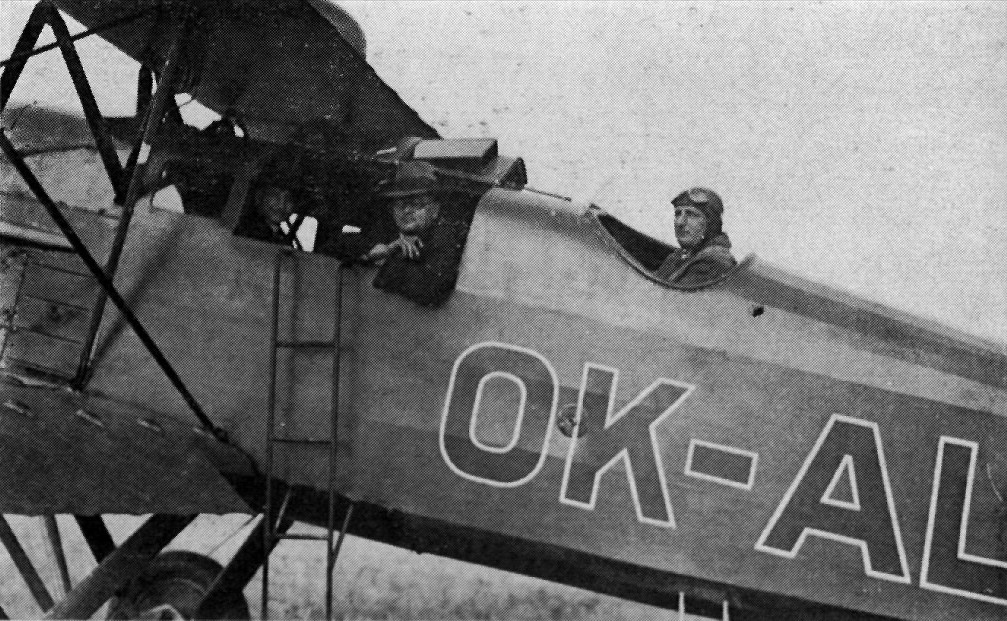
Letov Š-19 (OK-ALL)

De Letov Š-19 is een Tsjechoslowaaks dubbeldekker passagiersvliegtuig gebouwd door Letov. De Š-19 is ontworpen door ingenieur Alois Šmolík en is een verdere ontwikkeling op de Š-6. De Š-19 vloog voor het eerst in 1924. Er zijn in totaal 7 Š-19’s gebouwd van alle versies. De gesloten passagierscabine in de Š-19 bevond zich direct achter de motor in de romp, wat vliegen met de Š-19 nogal lawaaiig maakte. De piloot zat in een open cockpit achter de passagierscabine. De vleugels stonden met elkaar in verbinding met behulp van N-stukken. De Š-19 werd door ČSA tussen 1925 en 1927 ingezet op de lijn Praag-Košice. Door zijn lawaaiigheid werd de Š-19 geen succes, tevens kon het niet tippen aan de vliegeigenschappen van andere vliegtuigen.

## Versies
- Š-19 met een Maybach-motor: de eerste versie, uitgerust met een Maybach Mb.IVa, 190 kW (260 pk), 3 stuks gebouwd.
- Š-19 met een Walter-motor: naast een nieuwe motor, een Walter W-IV in plaats van een Maybach Mb.IVa, had deze versie ook een aantal kleine aanpassingen in de stroomlijning en aan de vleugels, 4 stuks gebouwd.

## Specificaties (Š-19met een Walter-motor)
- Bemanning: 1, de piloot
- Capaciteit: 4 passagiers
- Lengte: 8,85 m
- Spanwijdte: 14,10 m
- Vleugeloppervlak: 45,0 m2
- Leeggewicht: 1 404 kg
- Startgewicht: 2 004 kg
- Motor: 1× Walter W-IV, 190 kW (260 pk)
- Maximumsnelheid: 178 km/h
- Plafond: 4 900 m
- Vliegbereik: 770 km
- Klimsnelheid: 2,4 m/s

## Gebruikers
- Tsjechoslowakije
  - ČSA